# Mont Bengoué
Mont Bengoué je najviši planinski vrh u Gabonu. Mont Bengoué se nalazi u provinciji Ogooué-Ivindo, na nadmorskoj visini od 1.070 metara.

## Vanjske poveznice
- Mont Bengoué, Gabon, peakbagger.com